# Lycophotia nigrescens
Lycophotia nigrescens är en fjärilsart som beskrevs av Edward Alfred Cockayne 1952. Lycophotia nigrescens ingår i släktet Lycophotia och familjen nattflyn. Inga underarter finns listade i Catalogue of Life.